# Chilibre
Chilibre is een deelgemeente (corregimiento) van de gemeente (distrito) Panamá in Panama. In 2015 was het inwoneraantal 74.000.